# 日曜イベントアワー
日曜イベントアワー（にちようイベントアワー）は、テレビ東京で、日曜日の14時 - 16時（JST）に放送されている関東ローカルの単発番組枠。

## 概要
かつては主に『サンデーロードショー』として洋画作品を中心に放送していたが、2002年10月からは「水曜女と愛とミステリー」→「水曜ミステリー9」→「月曜プレミア8」を再放送する『女と愛とミステリー傑作選』→『日曜ミステリー』を中心に放送している。不定期でスペシャルドラマの再放送、プロ野球中継のデイゲーム、特番のプレ番宣などを放送していたが時期もあったが現在はほぼ前者が放送されている。

## 備考
- 系列局のテレビ北海道（日曜日の14時 - 15時56分）とTVQ九州放送（日曜日の13時 - 14時54分）にも同じタイトルが存在するが、こちらは映画作品を中心に放送している。なお、TVQでは「サンデーロードショー」のサブタイトルがついている。「女と愛とミステリー」および「水曜ミステリー9」の再放送についてはテレビ北海道は「午後の指定席」で水曜日・木曜日・金曜日に、TVQ九州放送は「午後のロードショー」で週に1・2回放送される。
- なお、かつてフジテレビで放送された『サンデーイベントアワー』とは関係ない。

## 当枠で放送された新作ミステリー
「水曜エンタ・水曜ミステリー9」枠で放送延期となった作品が「新作ミステリー」として放送された。2017年3月は、「水曜エンタ」が3回の休止および「水曜エンタ・水曜ミステリー9」が同年3月で終了になってしまう関係で「春の新作ミステリー」として3月12日を除いて毎週当枠で新作が放送された。『水曜エンタ・水曜ミステリー9』で実施している番組公式サイトで番組特製クオカード5000円分が当たるプレゼントクイズも実施された。
- 仮釈放の条件　出口の裁判官 岬真斗香 （2016年3月13日）主演：伊藤蘭（サスペンス特別企画）
- ホテル警備隊 田辺素直 （2016年12月25日）主演：田辺誠一 原作：都筑道夫（Xmasミステリー特別企画）
- 現ナマ弁護士 （2017年3月5日）主演：余貴美子
- 北海道警事件ファイル 警部補 五条聖子5（2017年3月19日） 主演：若村麻由美
- 更生補導員・深津さくら 殺人者の来訪 ～告解者～ （2017年3月26日）主演：貫地谷しほり 原作：大門剛明（春の新作ミステリー）